# Ganadhara

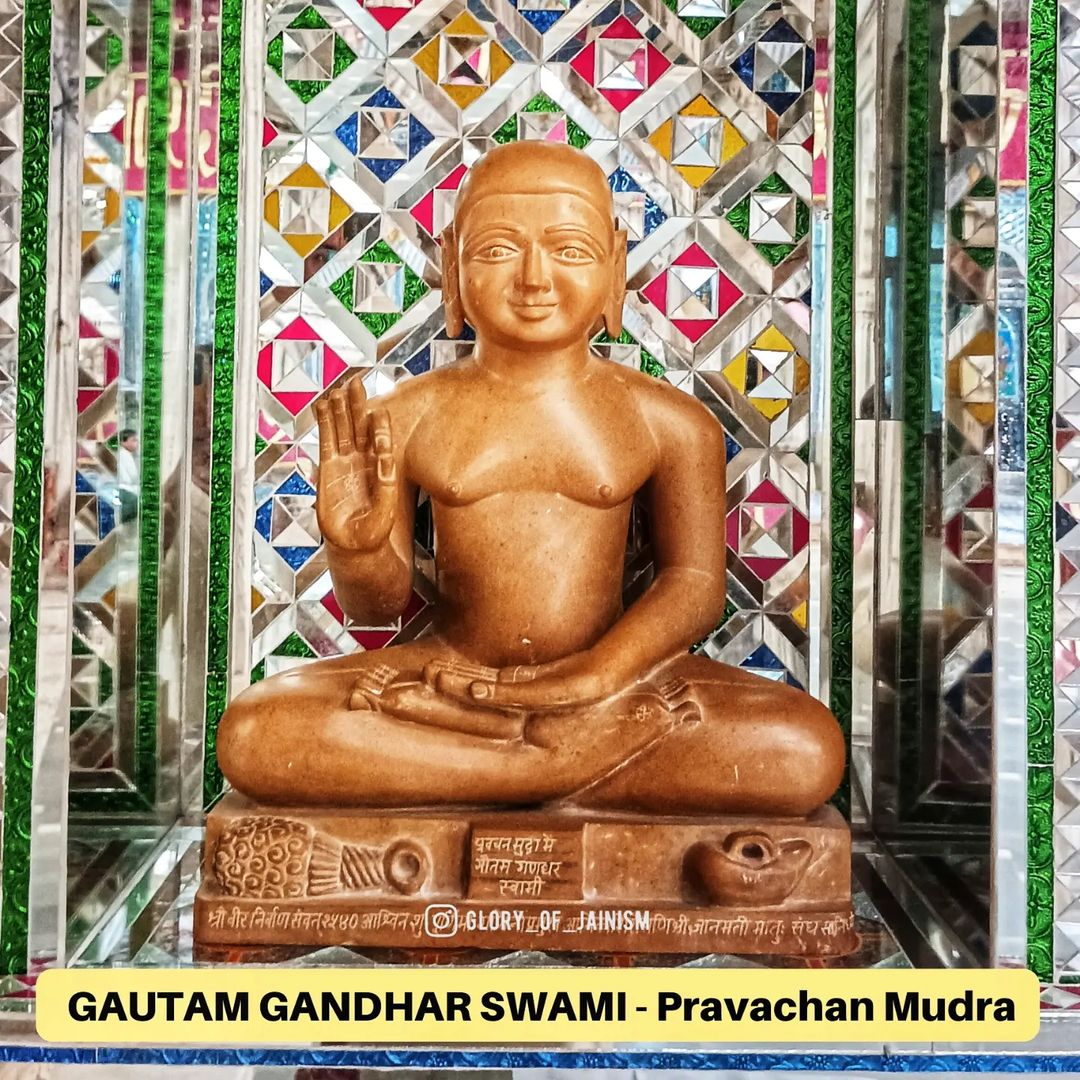
Indrabhuti Gautam Ganadhara

Un Ganadhara est dans le jaïnisme un chef des disciples mendiants d'un Maître éveillé, un Tirthankara. Par exemple Mahâvîra, le vingt-quatrième Tirthankara, avait un ganadhara pour chacun de ses groupes d'ascètes qui étaient environ 14000. Ce poste a été créé pour des raisons pratiques cependant des ganadharas ont aussi écrits des textes jaïns dont certains sont importants comme les Angas. Des ganadharas avaient pour habitude de mettre par écrit les propos religieux de leurs maîtres. Tous les Tithankaras ont eu au moins un ganadhara.